# Franchi (entreprise)
Luigi Franchi SpA, mieux connu sous le nom de Franchi, est une société par actions italienne spécialisée dans la production d’armes à feu. Fondée en 1868 dans la ville de Brescia, Franchi est une société subsidiaire de Beretta Holding (en) depuis 1996.

## Histoire
Franchi est fondée  en 1868 par Luigi Franchi et un groupe de métallurgistes dans la ville de Brescia, en Italie. À l’époque, les guildes d’armurier travaillent de manière isolée, de façon à préserver leurs secrets de productions. Grâce à cet isolement, Franchi s’est dotée d'une réputation d’artisan de qualité.
Franchi demeure une entreprise familiale jusqu’en 1987, quand elle est acquise par le conglomérat industriel Socimi, basé à Milan. À la suite de la faillite de Socimi en 1993, Franchi est reprise par Beretta Holding.

## Productions d'armes à feu
Franchi produit, entre autres, le fusil de combat rapproché SPAS 12 ainsi que plusieurs fusils de chasse semi-automatiques, superposés et juxtaposés.

### Pistolet mitrailleur
- Franchi LF 57

### Fusils d'assaut
- Franchi LF-58

### Fusils de combat rapproché
- Franchi AL-48
- Franchi SPAS 12
- Franchi SPAS 15

### Fusils de chasse
- Franchi Instinct L
- Franchi Instinct SL

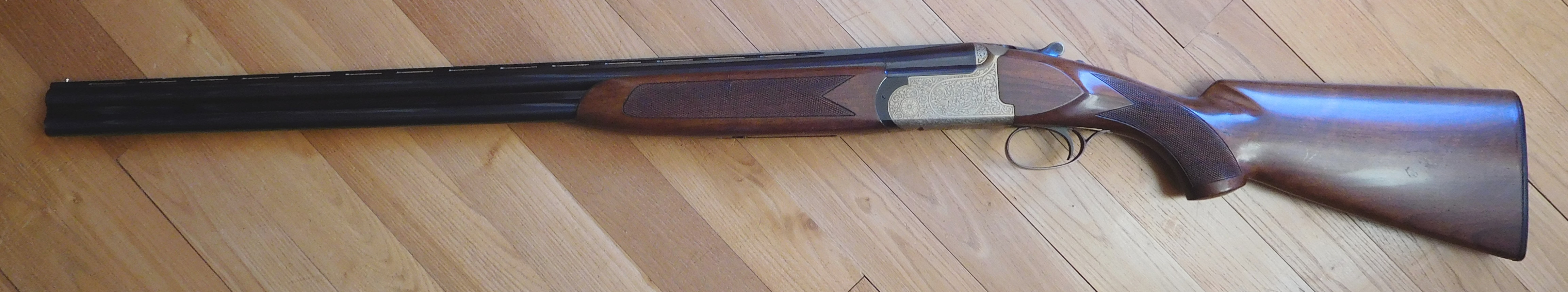
Franchi Alcione
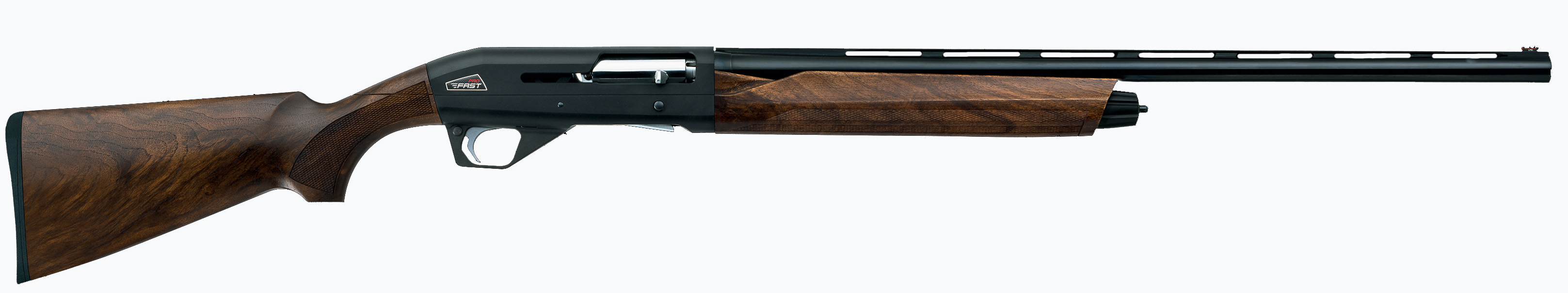
Franchi Fast Pro
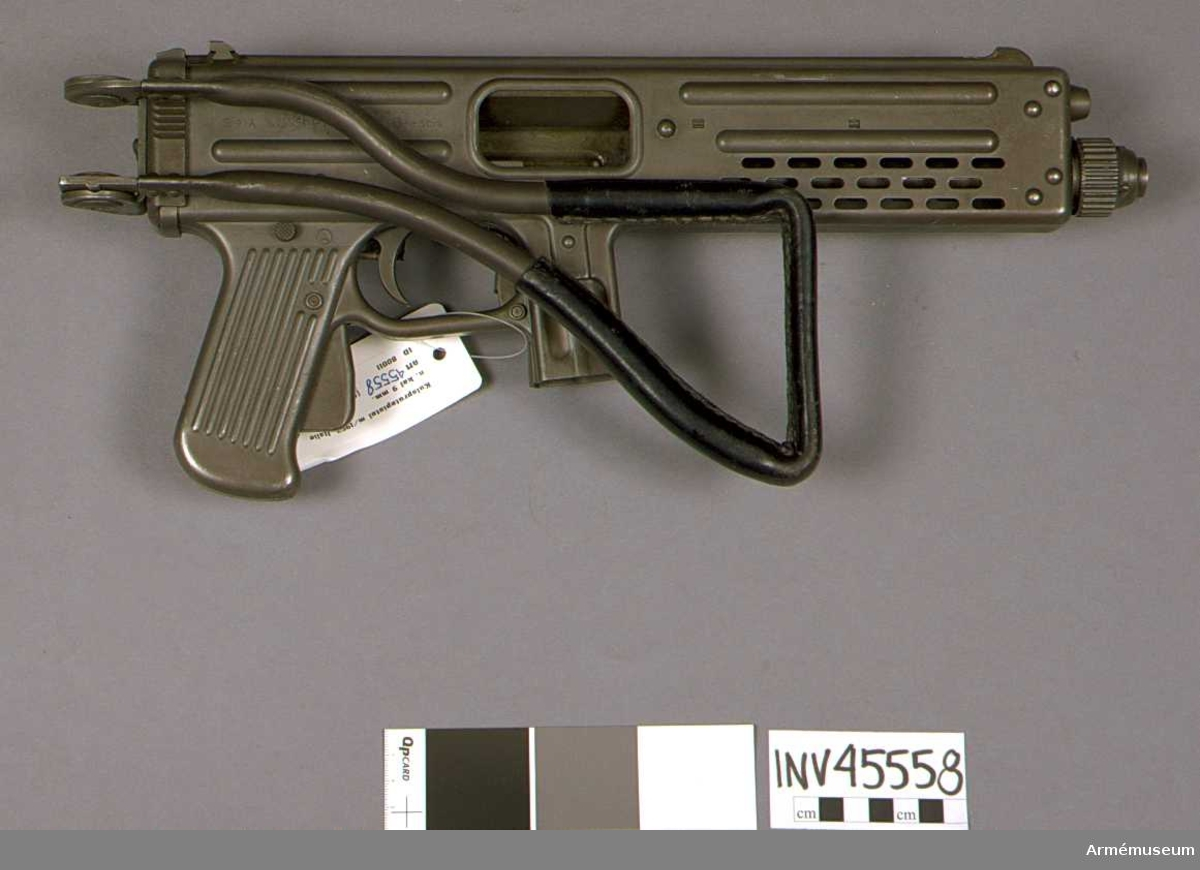
Pistolet automatique